# Tennis Channel Open 2008 - Qualificazioni singolare
Le qualificazioni del singolare  del Tennis Channel Open 2008 sono state un torneo di tennis preliminare per accedere alla fase finale della manifestazione. I vincitori dell'ultimo turno sono entrati di diritto nel tabellone principale. In caso di ritiro di uno o più giocatori aventi diritto a questi sono subentrati i lucky loser, ossia i giocatori che hanno perso nell'ultimo turno ma che avevano una classifica più alta rispetto agli altri partecipanti che avevano comunque perso nel turno finale.
Le qualificazioni del torneo Tennis Channel Open  2008 prevedevano 26 partecipanti di cui 4 sono entrati nel tabellone principale.

## Teste di serie
1. Miša Zverev (ultimo turno)
2. Peter Luczak (Qualificato)
3. Chris Guccione (Qualificato)
4. Florent Serra (secondo turno)

1. Igor' Kunicyn (ultimo turno)
2. Amer Delić (Qualificato)
3. Alun Jones (primo turno)
4. Rik De Voest (primo turno)

## Qualificati
1. Kevin Anderson
2. Peter Luczak

1. Chris Guccione
2. Amer Delić

## Tabellone

### Legenda
| - Q = Qualificato - WC = Wild card - LL = Lucky loser | - ALT = Alternate - SE = Special Exempt - PR = Protected Ranking | - w/o = Walkover - r = Ritirato - d = Squalificato |

### Sezione 1
|  | Primo turno             | Primo turno             | Primo turno             | Primo turno | Primo turno |  |  | Secondo turno  | Secondo turno  | Secondo turno  | Secondo turno  | Secondo turno  |   |   | Ultimo turno | Ultimo turno | Ultimo turno | Ultimo turno | Ultimo turno |  |
|  |                         |                         |                         |             |             |  |  |                |                |                |                |                |   |   |              |              |              |              |              |  |
|  |                         |                         |                         |             |             |  |  |                |                |                |                |                |   |   |              |              |              |              |              |  |
|  |                         |                         |                         |             |             |  |  | 1              | Miša Zverev    | Miša Zverev    | 6              | 6              |   |   |              |              |              |              |              |  |
|  | Shane La Porte          | Shane La Porte          | Shane La Porte          | 6           | 6           |  |  |                | Shane La Porte | Shane La Porte | 2              | 2              |   |   |              |              |              |              |              |  |
|  | Konstantinos Economidis | Konstantinos Economidis | Konstantinos Economidis | 4           | 2           |  |  |                |                |                |                |                |   |   | 1            | Miša Zverev  | Miša Zverev  | 4            | 63           |  |
|  | Kevin Anderson          | Kevin Anderson          | Kevin Anderson          | 6           | 7           |  |  |                |                |                | Kevin Anderson | Kevin Anderson | 6 | 7 |              |              |              |              |              |  |
|  | Prakash Amritraj        | Prakash Amritraj        | Prakash Amritraj        | 1           | 5           |  |  | Kevin Anderson | Kevin Anderson | 65             | 6              | 7              |   |   |              |              |              |              |              |  |
|  |                         | Nick Lindahl            | 1                       | 7           | 7           |  |  | Nick Lindahl   | Nick Lindahl   | 7              | 2              | 63             |   |   |              |              |              |              |              |  |
|  | 7                       | Alun Jones              | 6                       | 65          | 63          |  |  |                |                |                |                |                |   |   |              |              |              |              |              |  |

### Sezione 2
|  | Primo turno       | Primo turno       | Primo turno  | Primo turno | Primo turno |  |  | Secondo turno   | Secondo turno   | Secondo turno   | Secondo turno | Secondo turno |   |   | Ultimo turno | Ultimo turno | Ultimo turno | Ultimo turno | Ultimo turno |  |
|  |                   |                   |              |             |             |  |  |                 |                 |                 |               |               |   |   |              |              |              |              |              |  |
|  |                   |                   |              |             |             |  |  |                 |                 |                 |               |               |   |   |              |              |              |              |              |  |
|  |                   |                   |              |             |             |  |  | 2               | Peter Luczak    | 3               | 7             | 6             |   |   |              |              |              |              |              |  |
|  | Dušan Vemić       | Dušan Vemić       | 6            | 5           | 7           |  |  |                 | Dušan Vemić     | 6               | 64            | 1             |   |   |              |              |              |              |              |  |
|  | Dave Lingman      | Dave Lingman      | 3            | 7           | 5           |  |  |                 |                 |                 |               |               |   |   | 2            | Peter Luczak | Peter Luczak | 6            | 6            |  |
|  | Benedikt Dorsch   | Benedikt Dorsch   | 7            | 0           | 6           |  |  |                 |                 |                 | Maks Mirny    | Maks Mirny    | 4 | 2 |              |              |              |              |              |  |
|  | Mathieu Montcourt | Mathieu Montcourt | 64           | 6           | 3           |  |  | Benedikt Dorsch | Benedikt Dorsch | Benedikt Dorsch | 3             | 2             |   |   |              |              |              |              |              |  |
|  |                   | Maks Mirny        | Maks Mirny   | 5           | 5           |  |  | Maks Mirny      | Maks Mirny      | Maks Mirny      | 6             | 6             |   |   |              |              |              |              |              |  |
|  | 8                 | Rik De Voest      | Rik De Voest | 7           | 1r          |  |  |                 |                 |                 |               |               |   |   |              |              |              |              |              |  |

### Sezione 3
|  | Primo turno       | Primo turno       | Primo turno       | Primo turno | Primo turno |  |  | Secondo turno | Secondo turno     | Secondo turno     | Secondo turno | Secondo turno |   |   | Ultimo turno | Ultimo turno   | Ultimo turno | Ultimo turno | Ultimo turno |  |
|  |                   |                   |                   |             |             |  |  |               |                   |                   |               |               |   |   |              |                |              |              |              |  |
|  |                   |                   |                   |             |             |  |  |               |                   |                   |               |               |   |   |              |                |              |              |              |  |
|  |                   |                   |                   |             |             |  |  | 3             | Chris Guccione    | 7                 | 4             | 7             |   |   |              |                |              |              |              |  |
|  | Roman Borvanov    | Roman Borvanov    | Roman Borvanov    | 6           | 6           |  |  |               | Roman Borvanov    | 63                | 6             | 64            |   |   |              |                |              |              |              |  |
|  | Phillip King      | Phillip King      | Phillip King      | 4           | 4           |  |  |               |                   |                   |               |               |   |   | 3            | Chris Guccione | 7            | 3            | 7            |  |
|  | Frédéric Niemeyer | Frédéric Niemeyer | Frédéric Niemeyer | 6           | 6           |  |  |               |                   | 5                 | Igor' Kunicyn | 65            | 6 | 5 |              |                |              |              |              |  |
|  | Jonathan Ribaste  | Jonathan Ribaste  | Jonathan Ribaste  | 1           | 0           |  |  |               | Frédéric Niemeyer | Frédéric Niemeyer | 4             | 4             |   |   |              |                |              |              |              |  |
|  |                   |                   |                   |             |             |  |  | 5             | Igor' Kunicyn     | Igor' Kunicyn     | 6             | 6             |   |   |              |                |              |              |              |  |
|  |                   |                   |                   |             |             |  |  |               |                   |                   |               |               |   |   |              |                |              |              |              |  |

### Sezione 4
|  | Primo turno      | Primo turno      | Primo turno      | Primo turno | Primo turno |  |  | Secondo turno | Secondo turno    | Secondo turno | Secondo turno | Secondo turno |   |   | Ultimo turno | Ultimo turno  | Ultimo turno  | Ultimo turno | Ultimo turno |  |
|  |                  |                  |                  |             |             |  |  |               |                  |               |               |               |   |   |              |               |               |              |              |  |
|  |                  |                  |                  |             |             |  |  |               |                  |               |               |               |   |   |              |               |               |              |              |  |
|  |                  |                  |                  |             |             |  |  | 4             | Florent Serra    | 6             | 3             | 4             |   |   |              |               |               |              |              |  |
|  | Ryan Sweeting    | Ryan Sweeting    | Ryan Sweeting    | 6           | 6           |  |  |               | Ryan Sweeting    | 4             | 6             | 6             |   |   |              |               |               |              |              |  |
|  | Jim Thomas       | Jim Thomas       | Jim Thomas       | 3           | 4           |  |  |               |                  |               |               |               |   |   |              | Ryan Sweeting | Ryan Sweeting | 5            | 0            |  |
|  | Scoville Jenkins | Scoville Jenkins | Scoville Jenkins | 6           | 6           |  |  |               |                  | 6             | Amer Delić    | Amer Delić    | 7 | 6 |              |               |               |              |              |  |
|  | José de Armas    | José de Armas    | José de Armas    | 3           | 4           |  |  |               | Scoville Jenkins | 2             | 7             | 3             |   |   |              |               |               |              |              |  |
|  |                  |                  |                  |             |             |  |  | 6             | Amer Delić       | 6             | 64            | 6             |   |   |              |               |               |              |              |  |
|  |                  |                  |                  |             |             |  |  |               |                  |               |               |               |   |   |              |               |               |              |              |  |